# Corte Constitucional de Colombia
La Corte Constitucional de Colombia es la entidad judicial encargada de velar por la integridad y la democracia de la Constitución.  Fue creada por el Capítulo IV de la Constitución de Colombia de 1991 e instalada por primera vez el 17 de febrero de 1992 reemplazando a la anterior Sala Constitucional dependiente de la Corte Suprema de Justicia.
Inició con 7 miembros, elegidos de la forma señalada en el artículo 22 transitorio de la misma Constitución Política, y desempeñaron su función hasta el 28 de febrero de 1993. El primero de marzo de 1993 asumieron los 9 Magistrados integrantes de la corporación de forma definitiva para un periodo de 8 años, como lo establece la Constitución en sus artículos permanentes.
En la actualidad, cuenta con 9 Magistrados, que son elegidos para periodos de 8 años por el Senado, a partir de las ternas enviadas por el Presidente de la República, la Corte Suprema de Justicia y el Consejo de Estado.
A través de los años ha sido esencial el papel de la Corte en múltiples temas: reconocimiento de la autonomía individual, del matrimonio igualitario, de la libertad de expresión, de la reivindicación de la dignidad de las víctimas, de la institucionalización del acuerdo de paz entre el Gobierno colombiano y las FARC-EP, la interrupción voluntaria del embarazo, el reconocimiento de las comunidades afrocolombianas, étnicas y originarias del país, el fortalecimiento de la justicia y los derechos del medio ambiente.

## Historia
Antes de la Constitución de 1991, los asuntos constitucionales eran conocidos por la Corte Suprema de Justicia. 
La Ley 270 de 1996, Ley Estatutaria de la Administración de Justicia, establece en su artículo 43 (Estructura de la jurisdicción constitucional) que:

La Corte Constitucional ejerce la guarda de la integridad y supremacía de la Constitución en los estrictos y precisos términos de los artículos 241 al 244 de la Constitución Política. El Consejo de Estado conoce de las acciones de nulidad por inconstitucionalidad de los decretos dictados por el Gobierno Nacional, cuya competencia no corresponda a la Corte Constitucional.

También ejercen jurisdicción constitucional, excepcional, para cada caso concreto, los jueces y corporaciones que deban proferir las decisiones de tutela o resolver acciones o recursos previstos para la aplicación de los derechos constitucionales.

Las decisiones que ha tomado la honorable Corte Constitucional con relación al sistema de salud público, a la administración electoral y a otros entes estatales han repercutido en ampliar el gasto público en forma significativa.

## Conformación
- Una Sala Plena que conoce y se encarga de las acciones de inconstitucionalidad (Sentencias "C") y los asuntos de tutela que se vuelven sentencias de unificación (Sentencias "SU"). Conformada por nueve magistrados.

- Nueve salas de revisión de tutelas, conformadas cada una por tres magistrados, que se encargan de estudiar los fallos de tutela que han sido seleccionados para revisión (Sentencias "T"), proferidos por los diferentes despachos judiciales.

- Una sala de selección de tutelas, integrada por dos magistrados, que se encarga de seleccionar los expedientes de tutela que serán estudiados y decididos por las salas de revisión (Sentencia "T"). Esta Sala se integra mensualmente por sorteo y tiene competencia para conocer y decidir sobre la totalidad del rango de expedientes que es sometido a su consideración, particularmente cuando se solicita la selección del expediente por las siguientes vías: reseñas esquemáticas preparadas por los despachos, insistencias y solicitudes o escritos ciudadanos de selección.

## Funciones Principales
A la Corte Constitucional se le confía la guarda de la integridad y supremacía de la Constitución. Entre sus funciones, según el artículo 241 de la Constitución Política de Colombia se cuentan
1. Decidir sobre las demandas de inconstitucionalidad que promuevan los ciudadanos contra los actos reformatorios de la Constitución.
2. Decidir sobre la constitucionalidad de la convocatoria a un referendo o a una asamblea constituyente para reformar la Constitución.
3. Decidir sobre la constitucionalidad de los referendos sobre leyes y de las consultas populares y plebiscitos de orden nacional.
4. Decidir sobre las demandas de inconstitucionalidad que presenten los ciudadanos contra los decretos con fuerza de ley dictados por el gobierno.
5. Decidir sobre las demandas de inconstitucionalidad que presenten los ciudadanos contra las leyes.
6. Decidir sobre las excusas por la inasistencia de personas naturales o jurídicas a indagaciones emplazadas por cualquier comisión permanente del Congreso de la República.
7. Decidir sobre la constitucionalidad de los decretos legislativos que dicte el gobierno con fundamento en la declaratoria de estados de excepción.
8. Decidir sobre la constitucionalidad de los proyectos de ley que hayan sido objetados por el gobierno como inconstitucionales, y de los proyectos de leyes estatutarias.
9. Revisar las decisiones judiciales relacionadas con la acción de tutela.
10. Decidir sobre la exequibilidad de los tratados internacionales y de las leyes que los aprueben.

Por el Decreto 2067 del 4 de septiembre de 1991, se adopta el régimen procedimental de los juicios y actuaciones que deben surtirse ante la Corte Constitucional.
Antes de la expedición de la Constitución de 1991, el órgano encargado de revisar la constitucionalidad de las leyes y los actos administrativos era la sala constitucional de la Corte Suprema de Justicia.
Actualmente, el modelo colombiano de control de constitucionalidad y las decisiones de la Corte Constitucional son reconocidas como un modelo de prestigio (enlace roto disponible en Internet Archive; véase el historial, la primera versión y la última). en el derecho constitucional comparado.

### Procesos
Los procesos que se adelanten ante la Corte Constitucional en las materias a que se refiere este título, serán regulados por la ley conforme a las siguientes disposiciones:
1. Cualquier ciudadano podrá ejercer las acciones públicas previstas en el artículo precedente, e intervenir como impugnador o defensor de las normas sometidas a control en los procesos promovidos por otros, así como en aquellos para los cuales no existe acción pública.
2. El procurador general de la Nación deberá intervenir en todos los procesos.
3. Las acciones por vicios de forma caducan en el término de un año, contando desde la publicación del respectivo año.
4. De ordinario, la corte dispondrá del término de 60 días para decidir, y el procurador general de la Nación, de 30 para rendir contexto.

## Magistrados de la Corte Constitucional, Magistrados auxiliares y Secretaría General

### Integración de la Corte Constitucional y Requisitos para ser Magistrado
Este se rige por la unificación del reglamento interno de la corte, el acuerdo 2 de 2015.

La Corte Constitucional se compondrá del número impar de Magistrados que determine la ley.

La Corte Constitucional y su operación inicial, rigió el artículo transitorio 22 de la constitución, el cual dice:

Mientras la ley no fije otro número, la primera Corte Constitucional estará integrada por siete magistrados que serán designados para un período de un año así:
- Dos por el Presidente de la República;
- Uno por la Corte Suprema de Justicia;
- Uno por el Consejo de Estado, y
- Uno por el Procurador General de la Nación.

Los magistrados así elegidos designarán los dos restantes, de ternas que presentará el Presidente de la República. Este sistema de elección de los magistrados de la Corte Constitucional tiene el objetivo de garantizar su independencia respecto de las demás ramas del poder público. 

La elección de los magistrados que corresponde a la Corte Suprema de Justicia, al Consejo de Estado, al Presidente de la República y al Procurador General de la Nación, deberá hacerse dentro de los cinco días siguientes a la entrada en vigencia de esta Constitución. El incumplimiento de este deber será causal de mala conducta y si no se efectuare la elección por alguno de los órganos mencionados en dicho término, la misma se hará por los magistrados restantes debidamente elegidos.

En el artículo 44 de la ley 270 de 1996, Estatutaria de Justicia, se establece la integración de la Corte Constitucional:

La Corte Constitucional está integrada por nueve (9) Magistrados, elegidos por el Senado de la República para períodos individuales de ocho años, de ternas que presentan: tres (3) el Presidente de la República, tres (3) la Corte Suprema de Justicia y tres (3) el Consejo de Estado.

Las ternas deberán conformarse con abogados de distintas especialidades del derecho y el Senado elegirá un Magistrado por cada terna, procurando que la composición final de la Corte Constitucional responda al criterio de diversidad en la especialidad de los Magistrados.
Cuando se presente una falta absoluta entre los Magistrados de la Corte Constitucional, corresponde al órgano que presentó la terna de la cual fue elegido el titular, presentar una nueva para que el Senado de la República haga la elección correspondiente.
Producida la vacante definitiva, la Corte Constitucional la comunicará de inmediato al órgano que debe hacer la postulación para que, en un lapso de quince días, presente la terna ante el Senado de la República. La elección deberá producirse dentro de los treinta días siguientes a la fecha de presentación de la terna o de la iniciación del periodo ordinario de sesiones en caso de que a la presentación de la misma el Congreso se encontrare en receso.

Mientras se provee el cargo por falta absoluta o por falta temporal de uno de sus miembros la Corte Constitucional llenará directamente la vacante.

El Artículo 232 de la Constitución Política colombiana establece los requisitos para ser Magistrado de las altas cortes:

Para ser Magistrado de la Corte Constitucional, de la Corte Suprema de Justicia y del Consejo de Estado se requiere:

1. Ser colombiano de nacimiento y ciudadano en ejercicio.
2. Ser abogado.
3. No haber sido condenado por sentencia judicial a pena privativa de la libertad, excepto por delitos políticos o culposos.
4. Haber desempeñado, durante diez años, cargos en la rama judicial o en el Ministerio Público, o haber ejercido, con buen crédito, por el mismo tiempo, la profesión de abogado, o la cátedra universitaria en disciplinas jurídicas en establecimientos reconocidos oficialmente.

Parágrafo. Para ser magistrado de estas corporaciones no será requisito pertenecer a la carrera judicial.

Según el artículo 239 de la Constitución Política Colombiana:

"La Corte Constitucional tendrá el número impar de miembros que determine la ley. En su integración se atenderá el criterio de designación de magistrados pertenecientes a diversas especialidades del derecho.

Los magistrados de la Corte Constitucional serán elegidos por el Senado de la
República para períodos individuales de ocho años, de sendas ternas que le
presenten el Presidente de la República, la Corte Suprema de Justicia y el
Consejo de Estado.
Los magistrados de la Corte Constitucional no podrán ser reelegidos".
Y en el art. 240 de la Constitución Política también establece como limitante:

"No podrán ser elegidos magistrados de la Corte Constitucional quienes durante el año anterior a la elección se hayan desempeñado como ministros del despacho o magistrados de la Corte Suprema de Justicia o del Consejo de Estado".

### Magistrados actuales[2]
| Cargo          | Nombre                        | Desde                   | Hasta                   | Postulación por           |
| -------------- | ----------------------------- | ----------------------- | ----------------------- | ------------------------- |
| Presidente     | Jorge Enrique Ibáñez Najar    | 1 de septiembre de 2020 | 1 de septiembre de 2028 | Consejo de Estado         |
| Vicepresidenta | Paola Andrea Meneses Mosquera | 13 de enero de 2021     | 13 de enero de 2029     | Presidente (Duque)        |
| Magistrado     | José Fernando Reyes           | 5 de septiembre de 2017 | 5 de septiembre de 2025 | Corte Suprema de Justicia |
| Magistrada     | Natalia Ángel Cabo            | 7 de abril de 2022      | 7 de abril de 2030      | Consejo de Estado         |
| Magistrado     | Juan Carlos Cortés González   | 30 de noviembre de 2022 | 30 de noviembre de 2030 | Corte Suprema de Justicia |
| Magistrado     | Vladimir Fernández Andrade    | 15 de diciembre de 2023 | 15 de diciembre de 2031 | Presidente (Petro)        |
| Magistrado     | Miguel Polo Rosero            | 6 de febrero de 2025    | 6 de febrero de 2033    | Consejo de Estado         |
| Magistrada     | Lina Marcela Escobar Martínez | 12 de junio de 2025     | 12 de junio de 2033     | Corte Suprema de Justicia |
| Magistrado     | Héctor Carvajal Londoño       | 3 de julio de 2025      | 3 de julio de 2033      | Presidente (Petro)        |

### Magistrados por Universidades
Universidad Externado de Colombia
- Jorge Arango Mejía
- Jaime Araújo Rentería
- Juan Carlos Henao Pérez
- Humberto Sierra Porto
- Luis Eduardo Montealegre
- Alberto Rojas Ríos
- Gloria Stella Ortiz Delgado
- Carlos Libardo Bernal Pulido
- Vladimir Fernández Andrade

Universidad del Rosario
- Alejandro Martínez Caballero
- Marco Gerardo Monroy Cabra
- Álvaro Tafur Galvis
- Vladimiro Naranjo Mesa
- Mauricio González Cuervo
- Juan Carlos Cortez González
- Jorge Ignacio Pretelt Chaljub
- Cristina Pardo Schlesinger

Pontificia Universidad Javeriana
- José Gregorio Hernández Galindo
- Rodrigo Escobar Gil
- Nilson Pinilla Pinilla
- Luis Guillermo Guerrero Pérez
- Jorge Enrique Ibáñez Najar
- Paola Andrea Meneses Mosquera
- Miguel Polo Rosero

Universidad Nacional de Colombia
- Ciro Angarita Barón
- Fabio Morón Díaz
- Hernando Herrera Vergara
- Clara Inés Vargas Hernández
- Jaime Córdoba Triviño
- Simón Rodríguez Rodríguez

Universidad de los Andes (Colombia)
- Eduardo Cifuentes Muñoz
- Manuel José Cepeda Espinosa
- Alejandro Linares Cantillo
- Diana Fajardo Rivera
- Natalia Ángel Cabo

Universidad Libre (Colombia)
- Antonio Barrera Carbonell
- Alfredo Beltrán Sierra
- Luis Ernesto Vargas Silva
- Antonio José Lizarazo Ocampo

Universidad de Antioquia
- Carlos Gaviria Díaz
- Jaime Sanín Greiffenstein

Universidad Autónoma Latinoamericana
- Jorge Iván Palacio

Universidad de Medellín
- María Victoria Calle

Universidad del Atlántico
- Gabriel Eduardo Mendoza Martelo

Universidad de Caldas
- José Fernando Reyes

Universidad Católica de Colombia
- Héctor Carvajal Londoño

Pontificia Universidad Bolivariana
- Lina Marcela Escobar Martínez

### Magistrados Auxiliares
El capítulo IV (artículos 14 a 16) del Reglamento Interno de la Corte Constitucional (acuerdo 05 de 1992) trata sobre el papel de los magistrados auxiliares.
En el artículo 14, se hace referencia al nombrambiento:
"Los Magistrados Auxiliares son empleados de libre nombramiento y remoción del respectivo Magistrado. Su confirmación en el cargo corresponderá a la Sala de la Corporación".
El artículo 15 habla sobre los Requisitos: 
"Para ser Magistrado Auxiliar se requiere cumplir las calidades y requisitos que exijan la Constitución y la ley".
En el artículo 16 del acuerdo 05 de 1992. se establecen las Funciones de los Magistrados Auxiliares:
"Corresponde a los Magistrados Auxiliares:
1. Colaborar en la sustanciación y trámite de los expedientes a cargo de los despachos;
2. Rendir informe periódico y escrito sobre la sustanciación de los procesos que se tramiten en el despacho;
3. Preparar relación de hechos y antecedentes de los procesos que se encuentren a despacho para fallo;
4. Rendir informe de jurisprudencia, legislación y doctrina sobre los temas debatidos en los procesos a despacho, para efectos de la elaboración del proyecto de providencia;
5. Colaborar con los Magistrados en la elaboración de anteproyectos de providencias;
6. Practicar pruebas por delegación que haga el Magistrado;
7. Las demás que le señale el Magistrado correspondiente".

En el inciso 4.º del artículo 130 de la Ley 270 de 1996, Estatutaria de la Administraciín de Justicia establece sobre el nombramiento de magistrados auxiliares:
"Son de libre nombramiento y remoción los cargos de Magistrado Auxiliar, Abogado Asistente y sus equivalentes; los cargos de los Despachos de Magistrados enunciados en los incisos anteriores, los adscritos a la Presidencia y Vicepresidencia de estas Corporaciones; los de los Secretarios de esas Corporaciones; los cargos de los Despachos de los Magistrados de los Tribunales; los cargos de Vicefiscal General de la Nación, Secretario General, Directores Nacionales; Directores Regionales y Seccionales, los empleados del Despacho del Fiscal General, del Vicefiscal y de la Secretaría General, y los de Fiscales delegados ante la Corte Suprema de Justicia. Estos cargos no requieren confirmación" (negrilla fuera de texto).

### Secretaría General
En el capítulo V del reglamento interno de la corte, en el artículo 17, se establecen las funciones del secretario general:
"Son funciones del Secretario General, que ejercerá conforme a las instrucciones del Presidente de la Corte, las siguientes:
1. Redactar las actas de las sesiones;
2. Asistir al Presidente en el reparto de los negocios;
3. Llevar los libros correspondientes y procurar que los asientos se hagan oportuna y eficientemente;
4. Dar cuenta oportuna al Presidente de los negocios que lleguen a la Secretaría;
5. Informar al Presidente de inmediato sobre los negocios que ameriten acumulación o ponencia múltiple;
6. Dirigir la informática de gestión y coordinar con el Relator la informática documental;
7. Mantener en perfecto arreglo el archivo de la Secretaría;
8. Redactar la correspondencia y los documentos que las Salas de la Corte o el Presidente le ordenen;
9. Citar a los Magistrados y Conjueces a las sesiones cuando lo ordene el Presidente;
10. Distribuir el trabajo de la Secretaría entre los empleados de la misma;
11. Guardar absoluta reserva sobre las deliberaciones y decisiones de la Corte y velar porque los subalternos también cumplan con esta obligación. La inobservancia de esta regla está sujeta a las sanciones legales;
12. Notificar las providencias de la Corte, comunicar la iniciación de procesos constitucionales al Presidente de la República, al Congreso Nacional y a las demás entidades del Estado que participaron en la expedición de la norma, de conformidad con la Constitución y el artículo 11 del Decreto 2067 de 1991;
13. Enviar copias de las sentencias a la Presidencia de la República, al Congreso Nacional y a las entidades y organismos que tengan que ver con la decisión, de conformidad con el artículo 16 del Decreto 2067 de 1991;
14. Expedir las certificaciones que le corresponda de acuerdo con la ley;
15. Ejercer las demás funciones que le sean asignadas por la ley, por el reglamento y por la Sala Plena de la Corte o por el Presidente".

La Doctora Martha Victoria Sáchica Méndez, Abogada de la Universidad del Rosario, fue secretaria general de la Corte Constitucional desde febrero de 1992 hasta junio de 2023, es decir, durante los 31 años que la corte había existido. Tras su retiro, la sala plena de la corporación designó a la abogada Andrea Romero López como su nueva secretaria. 

## Choque de trenes de las Cortes en Colombia
El polémico choque de trenes de las Cortes en Colombia hace referencia al choque de sentencias de los órganos máximos judiciales en dicho país en especial entre la Corte Constitucional y la Corte Suprema de Justicia. De momento el debate sigue en pie y aunque es a la Corte Constitucional a quien corresponde la defensa de la Constitución de 1991 esto no ha evitado que algunas tutelas contra sentencias de este órgano que han revocado providencias de la Corte Suprema de Justicia o el Consejo de Estado hayan causado malestar.[cita requerida]